# Liste von Listen der Mitglieder des Hessischen Landtags
Diese Liste umfasst alle Listen von Mitgliedern der Landtage von Hessen. Sie umfasst neben den entsprechen Daten der Legislaturperioden der Landtage seit dessen Einrichtung auch Links zu den zugehörigen Wahlen und den entsprechenden Landesregierungen.

## Landtag in der Bundesrepublik Deutschland
| Liste                                                  | Datum     | Wahl      | Landesregierung                         |
| ------------------------------------------------------ | --------- | --------- | --------------------------------------- |
| Mitglieder des beratenden Landesausschusses            | 1946      | Ernennung | Kabinett Geiler (eingesetzt)            |
| Mitglieder der verfassungsberatenden Landesversammlung | 1946      | Wahl      | Kabinett Geiler (eingesetzt)            |
| Mitglieder der ersten Wahlperiode                      | 1946–1950 | Wahl      | Kabinett Stock                          |
| Mitglieder der zweiten Wahlperiode                     | 1950–1954 | Wahl      | Kabinett Zinn I                         |
| Mitglieder der dritten Wahlperiode                     | 1954–1958 | Wahl      | Kabinett Zinn II                        |
| Mitglieder der vierten Wahlperiode                     | 1958–1962 | Wahl      | Kabinett Zinn III                       |
| Mitglieder der fünften Wahlperiode                     | 1962–1966 | Wahl      | Kabinett Zinn IV                        |
| Mitglieder der sechsten Wahlperiode                    | 1966–1970 | Wahl      | Kabinett Zinn V, Kabinett Osswald I     |
| Mitglieder der siebten Wahlperiode                     | 1970–1974 | Wahl      | Kabinett Osswald II                     |
| Mitglieder der achten Wahlperiode                      | 1974–1978 | Wahl      | Kabinett Osswald III, Kabinett Börner I |
| Mitglieder der neunten Wahlperiode                     | 1978–1982 | Wahl      | Kabinett Börner II                      |
| Mitglieder der zehnten Wahlperiode                     | 1982–1983 | Wahl      | Kabinett Börner II                      |
| Mitglieder der elften Wahlperiode                      | 1983–1987 | Wahl      | Kabinett Börner III                     |
| Mitglieder der zwölften Wahlperiode                    | 1987–1991 | Wahl      | Kabinett Wallmann                       |
| Mitglieder der dreizehnten Wahlperiode                 | 1991–1995 | Wahl      | Kabinett Eichel I                       |
| Mitglieder der vierzehnten Wahlperiode                 | 1995–1999 | Wahl      | Kabinett Eichel II                      |
| Mitglieder der fünfzehnten Wahlperiode                 | 1999–2003 | Wahl      | Kabinett Koch I                         |
| Mitglieder der sechzehnten Wahlperiode                 | 2003–2008 | Wahl      | Kabinett Koch II                        |
| Mitglieder der siebzehnten Wahlperiode                 | 2008–2009 | Wahl      | Kabinett Koch II                        |
| Mitglieder der achtzehnten Wahlperiode                 | 2009–2014 | Wahl      | Kabinett Koch III, Kabinett Bouffier I  |
| Mitglieder der neunzehnten Wahlperiode                 | 2014–2019 | Wahl      | Kabinett Bouffier II                    |
| Mitglieder der zwanzigsten Wahlperiode                 | 2019–2024 | Wahl      | Kabinett Bouffier III, Kabinett Rhein I |
| Mitglieder der einundzwanzigsten Wahlperiode           | seit 2024 | Wahl      | Kabinett Rhein II                       |